# غولدن ستايت ووريورز
نادي غولدن ستيت واريورز (بالإنجليزية: Golden State Warriors)‏ هو نادي كرة سلة من سانفرانسيكو، الولايات المتحدة الأمريكية. تأسس عام 1946.
الملعب: أوراكل أرينا

## ألوان الفريق
الأزرق، الأصفر، الذهبي، الابيض

## التأسيس
في عام 1946 تأسس الفريق في مدينة فيلاديلفيا لمالكه بيتر تيريل تحت اسم فيلاديلفيا ووريورز وظل بهذا الاسم إلى عام 1962.
و فاز فيلاديلفيا ووريورز في عام 1947ببطولة بي بي أيه وهو المسمى القديم لدوري الرابطة الوطنية، وتغلب في النهائيات على شيكاغو ستاجيز بأربع مباريات مقابل مباراة واحدة.
وتمكن فيلاديلفيا ووريورز في عام 1948 من الفوز على فريق سانت لويس بومبرز في نهائي القسم قبل أن يخسر في النهائي من فريق بالتيمور بوليتس.
وحقق فريق فيلاديلفيا ووريورز بطولة دوري الرابطة الوطنية بعد فوزه على فريق فورت واين في النهائيات بأربع مباريات مقابل مباراة واحدة في عام 1956.
و تعاقد الفريق مع أسطورة كرة السلة الأمريكية ويلت تشامبرلين في عام 1959وسجل بقميص الفريق 100 نقطة أمام نيويورك نيكس وهو أكبر عدد من النقاط يسجله أي لاعب في مباراة واحدة بتاريخ دوري الرابطة الوطنية.

## الانتقال من الشرق إلى الغرب
وفي عام 1962 اشترى فرانكلين ميولي ملكية الفريق ونقله من مدينة فيلاديلفيا إلى مدينة سان فرانسيسكو وتغير اسم النادي إلى سان فرانسيسكو ووريورز وظل النادي بهذا الاسم إلى عام 1971.
ووصل ووريورز إلى نهائي دوري الرابطة الوطنية عام 1964 ولكنه خسر أمام بوسطن سلتكس بعد تلقيه أربع خسارات مقابل فوز وحيد.
وبعد فوز ووريورز ببطولة القسم عام 1967 تأهل إلى نهائي دوري الرابطة الوطنية إلا أنه هزم أمام فيلاديلفيا سيفنتي سيكسرز بأربعة مباريات مقابل مباراتين.
وفي موسم 1971 – 1972 تغير اسم النادي إلى غولدن ستيت ووريورز واستمر بهذا الاسم إلى الآن.
وفاز غولدن ستيت بلقب دوري الرابطة الوطنية باسمه الحالي في موسم 1974 – 1975 عندما تغلب على فريق واشنطن بوليتس والذي أصبح يسمى الآن واشنطن ويزاردز بأربعة مباريات دون رد.
و في موسم 2014 - 2015 فاز غولدن ستيت ووريورز ببطولة الدوري على كليفلاند كافاليرز بأربعة مباريات لمباراتين حيث عانق الووريورز الكأس بعد غياب دام 40 عاماً.

## سجل بطولات الفريق
فاز أربعة مرات ببطولة الدوري الأمريكي لكرة السلة للمحترفين في الأعوام: 1956، 1975، 2015، 2022،2018فاز بآخر بطولة بعد تغلبه على فريق بوسطن سيلتيكس بنتيجة 4-2 (103-90)
لقب القسم الغربي: ست مرات (1947 - 1948 - 1956 - 1964 - 1967 - 1975)
لقب مجموعة الأطلنطي: ثلاث مرات (1948 - 1951 - 1956)
لقب مجموعة الباسيفيكي: خمس مرات (1948 - 1964 - 1967 - 1975 - 1976)

## وصلات خارجية
- موقع النادي الرسمي